# 楊梅端
楊梅端為臺灣國道一號五股楊梅高架道路的終點，位於臺灣桃園市楊梅區，指標為71k。
五楊高架南下車流由此匯入國道一號主線，國道一號主線北上車流可由此進入五楊高架。
| ait= | 71 楊梅端 | 北 上 |          | 中壢 |
| ait= | 71 楊梅端 | 北 上 | 快速公路 |      |
| ait= | 71 楊梅端 | 北 上 | 楊梅     |      |
| ait= | 71 楊梅端 | 北 上 | 中壢     |      |
| ait= | 71 楊梅端 | 北 上 | 桃園機場 |      |

## 外部連結
- 國道一號楊梅交流道、五楊高架校前路交流道、楊梅端示意圖 （页面存档备份，存于）（交通部高速公路局）